# Wir potencjalny
Wir potencjalny – struktura w ruchu płynu, w której linie prądu tworzą krzywe zamknięte (najczęściej kołowe), lecz zarazem, w przeciwieństwie do wiru rzeczywistego, rotacja prędkości płynu i jego prędkość kątowa są równe zeru:
{\displaystyle \mathrm {rot} \,\mathbf {u} =0}
{\displaystyle \mathbf {\omega } =0}
Wir potencjalny zwany jest również często pseudowirem i należy do pojęć z zakresu mechaniki płynów.

## Własności
Ruch płynu w obrębie pseudowiru ma charakter potencjalny. Podczas stacjonarnego ruchu w obrębie wiru potencjalnego cząstka płynu porusza się co prawda po linii zamkniętej (często kołowej), lecz zarazem nie ulega ona obrotowi.
Klasycznym przykładem ruchu potencjalnego po trajektorii kołowej jest ruch wagoników tzw. diabelskiego koła zawieszonych na jego obręczy na sworzniach tworzących zarazem łożyska.

## Matematyczny opis wiru potencjalnego
W przepływie potencjalnym istnieje zawsze funkcja {\displaystyle \Phi (x,y)} zwana potencjałem prędkości, której pochodne przestrzenne są składowymi {\displaystyle u_{x},\,u_{y},\,u_{z}} wektora prędkości płynu {\displaystyle \mathbf {u} {:}}
{\displaystyle u_{x}={\frac {\partial \Phi }{\partial x}}}
{\displaystyle u_{y}={\frac {\partial \Phi }{\partial y}}}
{\displaystyle u_{z}={\frac {\partial \Phi }{\partial z}}}
lub w skrócie:
{\displaystyle \mathbf {u} =\mathrm {grad} \,\Phi }
Wir potencjalny na płaszczyźnie {\displaystyle xy} opisany jest najprościej przy pomocy następującego odwzorowania konforemnego na płaszczyźnie zespolonej:
{\displaystyle z=f(\zeta )=i\,{\frac {\Gamma }{2\pi }}\,\ln \zeta }
gdzie {\displaystyle \Gamma } jest intensywnością wiru, zmienne {\displaystyle z} oraz {\displaystyle \zeta } są zespolone, a {\displaystyle i} jest jednostką urojoną.
Pamiętając o tym, że funkcja analityczna {\displaystyle f(\zeta )} zmiennej zespolonej może być przedstawiona jako:
{\displaystyle f(\zeta )=\Phi (x,y)+i\,\Psi (x,y)}
gdzie {\displaystyle \Phi (x,y)} jest potencjałem prędkości, a {\displaystyle \Psi (x,y)} funkcją prądu i przedstawiając zmienną zespoloną {\displaystyle \zeta } w postaci wykładniczej
{\displaystyle \zeta =r\,\exp(i\,\theta )}
gdzie {\displaystyle r} jest modułem zmiennej zespolonej {\displaystyle \zeta ,} a {\displaystyle \theta } jest jej argumentem, uzyskuje się rodzinę linii prądu opisanych wzorem
{\displaystyle \Psi (x,y)=\mathrm {const.} }
w postaci koncentrycznych okręgów, a rodzinę linii ekwipotencjalnych potencjału prędkości opisanych wzorem
{\displaystyle \Phi (x,y)=\mathrm {const.} }
w postaci pęku prostych przechodzących przez wspólny środek okręgów tworzących linie prądu.